# Warsonofiusz (Sudakow)
Warsonofiusz, imię świeckie Anatolij Władimirowicz Sudakow (ur. 3 czerwca 1955 w Malinowce) – rosyjski biskup prawosławny, sprawujący od 2014 r. urząd metropolity petersburskiego i ładoskiego.

## Życiorys

### Wczesna działalność
Urodził się w rodzinie chłopskiej. Po ukończeniu szkoły średniej przez rok pracował jako robotnik w fabryce cegieł oraz listonosz. W latach 1973–1975 odbywał zasadniczą służbę wojskową. W listopadzie 1975 udał się do Sierdobska, gdzie poznał archimandrytę Modesta (Kożewnikowa); jego przykład sprawił, iż Anatolij Sudakow wstąpił do moskiewskiego seminarium duchownego. Ukończył je w 1979. Od października 1977 przebywał w ławrze Troicko-Siergijewskiej; 30 marca 1978 złożył wieczyste śluby zakonne przed jej przełożonym, archimandrytą Hieronimem (Zinowiewem). 27 kwietnia tego samego roku arcybiskup dmitrowski Włodzimierz wyświęcił go na hierodiakona, zaś 26 listopada 1978 – na hieromnicha. W 1982 hieromnich Warsonofiusz został podniesiony do godności ihumena. W tym samym roku duchowny podjął studia w Moskiewskiej Akademii Duchownej, które ukończył w 1986. Po uzyskaniu dyplomu został skierowany do eparchii penzeńskiej i sarańskiej. W latach 1986–1988 był proboszczem parafii Kazańskiej Ikony Matki Bożej w Kuźniecku, zaś od 1988 do 1991 – soboru Zaśnięcia Matki Bożej w Penzie. Od 1987 był archimandrytą.

### Biskup
W 1990 arcybiskup penzeński Serafin polecił jego kandydaturę na pierwszego ordynariusza nowo tworzonej eparchii sarańskiej i mordowskiej. Została ona przyjęta przez patriarchę moskiewskiego i całej Rusi Aleksego II. 8 lutego 1991 miała miejsce chirotonia archimandryty Warsonofiusza na biskupa sarańskiego i mordowskiego. Na terenie eparchii biskup założył w ciągu kolejnych lat ponad 200 parafii i założył bądź reaktywował 14 monasterów. W lutym 2001 został podniesiony do godności arcybiskupiej.
W 2009 r. została mu powierzona funkcja kanclerza Patriarchatu Moskiewskiego (dosł. zarządzającego sprawami) będąc tym samym stałym członkiem Świętego Synodu Rosyjskiego Kościoła Prawosławnego. 1 lutego 2010 otrzymał godność metropolity.
Od maja 2011 do października 2011 pełnił obowiązki locum tenens nowo powstałej eparchii ardatowskiej, zaś od października 2011 stał na czele metropolii mordowskiej.
W 2014 mianowany metropolitą petersburskim i ładoskim. W 2019 r. zrezygnował z funkcji kanclerza Patriarchatu Moskiewskiego.

## Odznaczenia

### Świeckie
- Order Przyjaźni (2002)
- Medal jubileuszowy „300 lat Rosyjskiej Floty”
- Medal „Za zasługi w przeprowadzeniu wszechrosyjskiego spisu powszechnego” (2002)

### Cerkiewne
- Order Świętego Księcia Daniela Moskiewskiego II klasy (2008)
- Order Świętego Sergiusza Radoneżskiego II i III klasy
- Order Świętego Włodzimierza III klasy